# V (The Mission)
V è il quinto EP della band The Mission del 1987. Fuori dall'Europa pubblicato con il solo titolo Severina, anche in edizione limitata e in versione singolo contenente solamente due tracce.

## Tracce

### Versione Standard
1. Severina (Aqua-Marina Mix) – 6:14
2. Wishing Well – 2:45 – cover dei Free
3. Tomorrow Never Knows (Amphetamix) – 4:52 – cover dei The Beatles
4. Love You To Death (Instrumental) – 1:25

### Limited Edition
1. Severina (Aqua-Marina Mix) – 5:59
2. Wishing Well – 2:45 – cover dei Free
3. Tomorrow Never Knows (Amphetamix) – 4:52 – cover dei The Beatles
4. Serpents Kiss (Live) – 4:11
5. Shelter From The Storm (Live) – 7:15

### Singolo
1. Severina – 3:59
2. Tomorrow Never Knows – 3:30 – cover dei The Beatles

### Cassette Version
1. Severina (Aqua-Marina Mix) – 6:14
2. Wishing Well – 2:45 – cover dei Free
3. Serpent's Kiss (Live) – 4:11
4. Tomorrow Never Knows (Amphetamix) – 4:52 – cover dei The Beatles
5. Love You To Death (Instrumental) – 1:25
6. Shelter From The Storm (Live) – 7:15

## Formazione
- Wayne Hussey –  voce, chitarra
- Simon Hinkler – chitarra
- Craig Adams – basso
- Mick Brown – batteria